# الهجوم على مطاري روما وفيينا 1985
الهجوم على مطاري روما وفيينا 1985 كانت هجمتين رئيسيتين نفذتا في 27 ديسمبر 1985. هاجم سبعة فدائيين عرب مطاري روما بإيطاليا وفيينا بالنمسا ببنادق هجومية وقنابل يدوية. لقى 19 مدنيا مصرعهم وأصيب أكثر من مائة آخرين قبل أن يلقى أربعة من الفدائيين مصرعهم على يد رجال أمن العال والشرطة المحلية الذين استولوا على الثلاثة الآخرين.

## الهجمتين
في الساعة 08:15 بتوقيت جرينتش توجه أربعة مسلحين عرب إلى مكتب التذاكر المشترك لخطوط إل عال الجوية الإسرائيلية وخطوط عبر العالم الجوية في مطار ليوناردو دا فينشي خارج روما بإيطاليا وأطلقوا البنادق الهجومية وألقوا القنابل اليدوية. قتلوا 16 شخصا وأصيب 99 آخرون بمن فيهم الدبلوماسي الأميركي ويس ويسلز قبل أن يلقى ثلاثة من المهاجمين مصرعهم على يد رجال الأمن في حين أصيب الباقون محمد شرام وأعتقلتهم الشرطة الإيطالية.
بعد دقائق في مطار شفيشات (مطار فيينا الدولي) في فيينا بالنمسا نفذ ثلاثة فدائيين هجوما مماثلا. تم إلقاء قنابل يدوية على حشود الركاب الذين كانوا يصطفون من أجل السفر إلى تل أبيب مما أسفر عن مصرع شخصين وإصابة 39 آخرين. توفي ضحية ثالثة في 22 يناير 1986 بجروح أصيب بها في الهجوم. بعد الهجوم فر الفدائيون بالسيارة وطاردتهم الشرطة النمساوية. قتلوا فدائيا واحدا وقبضوا على اثنين آخرين.
في الغالب قتلت الغارتان 19 شخصا من بينهم طفل وجرحت حوالي 140. ادعت بعض التقارير المعاصرة أن المسلحين كانوا ينوون في الأصل خطف طائرات العال في المطارات وتفجيرها فوق تل أبيب وخلص آخرون إلى أن الهجوم على ركاب الانتظار كانت الخطة الأصلية وأن مطار فرانكفورت كان من المفترض أن يضرب أيضا.
| الجنسية          | عدد الوفيات |
| ---------------- | ----------- |
| الولايات المتحدة | 4           |
| إيطاليا          | 2           |
| النمسا           | 2           |
| المكسيك          | 2           |
| اليونان          | 1           |
| الجزائر          | 1           |
| إسرائيل          | 1           |

## الجناة
اتهمت منظمة التحرير الفلسطينية أولا هذه الهجمات لكن زعيمها ياسر عرفات نفى الاتهامات وندد بالهجمتين. أكدت منظمة التحرير الفلسطينية أن الهجمات كانت تهدف إلى إجبار النمسا وإيطاليا على قطع العلاقات مع الفلسطينيين.
في وقت لاحق أعلنت منظمة أبو نضال مسؤوليتها عن الهجمتين ردا على عملية الساق الخشبية وهي القصف الإسرائيلي لمقر منظمة التحرير الفلسطينية بتونس في 1 أكتوبر 1985. اتهمت الولايات المتحدة ليبيا بتمويل الفدائيين الذين حملوا من الهجمات وعلى الرغم من أنهم نفوا التهم إلا أنهم أثنوا على الاعتداءات. ذكرت مصادر مقربة من أبو نضال أن المخابرات الليبية زودت الأسلحة وأن رئيس لجنة البعثات الخاصة التابعة لمديرية الاستخبارات الدكتور غسان العلي نظم الهجمات. نفت ليبيا هذه الاتهامات كذلك على الرغم من أنه ادعى أنها «العمليات البطولية التي نفذها أبناء شهداء صبرا وشاتيلا». المخابرات الإيطالية اتهمت سوريا وإيران.